# Чаленко, Жорж
Георгий (Жорж) Чаленко — (фр. Georges Tchalenko, 23 июля 1905, Санкт-Петербург, Российская империя — 5 августа 1987, Бейрут, Сирия) — французский археолог русского происхождения. Известен своими исследованиями античных поселений Северной Сирии.
После гибели отца в ходе Первой мировой войны в 1915 году, Георгий с матерью уехал в Финляндию. Завершив школу в Хельсинки, он решил продолжить учёбу в Германии. Некоторое время Чаленко работал на фабрике в Бад-Херсфельде, совершенствуясь в немецком языке. В 1923 году он поступил в Брауншвейгский технический университет на архитектурную специальность. По завершении учёбы работал с известными архитекторами Александром Клейном, Вальтером Гропиусом и Людвигом Мисом ван дер Роэ. В 1931 году Чаленко стал руководителем строительного отделения университета.
С 1934 года Чаленко работал на раскопках в Сирии, начав в качестве архитектора на датских раскопках в Хаме. По инициативе французского археолога Анри Сейрига в том же году Чаленко принял участие в реставрационных работах в Алеппо, Пальмире и других сирийских городах. С 1946 года Чаленко сотрудничал с французским археологическим институтом в Бейруте (L’Institut Français d’Archéologie de Beyrouth), сосредоточившись на изучении древних деревень Северной Сирии, благодаря своей хорошей сохранности важных для изучения римской и ранневизантийской эпохи. Результатом первых десяти лет исследований стала трёхтомная монография «Villages antiques de la Syrie du Nord. Le massif du Bélus a l’époque romaine» (1953—1958). Монография получила хорошие отзывы и стала основой для комплексного изучения общественной и хозяйственной жизни региона. Продолжая изучение в том же направлении, Чаленко начал собирать материалы для второй книги, посвящённой базиликам Сирии — особенно Чаленко интересовала базилика в деревне Калб Лоз. Хотя книгу планировалось завершить к 1975 году, в силу различных обстоятельств работа так и не была завершена при жизни учёного.